# Graham Higman
Graham Higman (Louth, 19 gennaio 1917 – Oxford, 8 aprile 2008) è stato un matematico britannico, conosciuto per i suoi contributi in algebra, specialmente in teoria dei gruppi.

## Riconoscimenti
- 1962 Premio Berwick
- 1974 Medaglia De Morgan